# Чачковський Іван

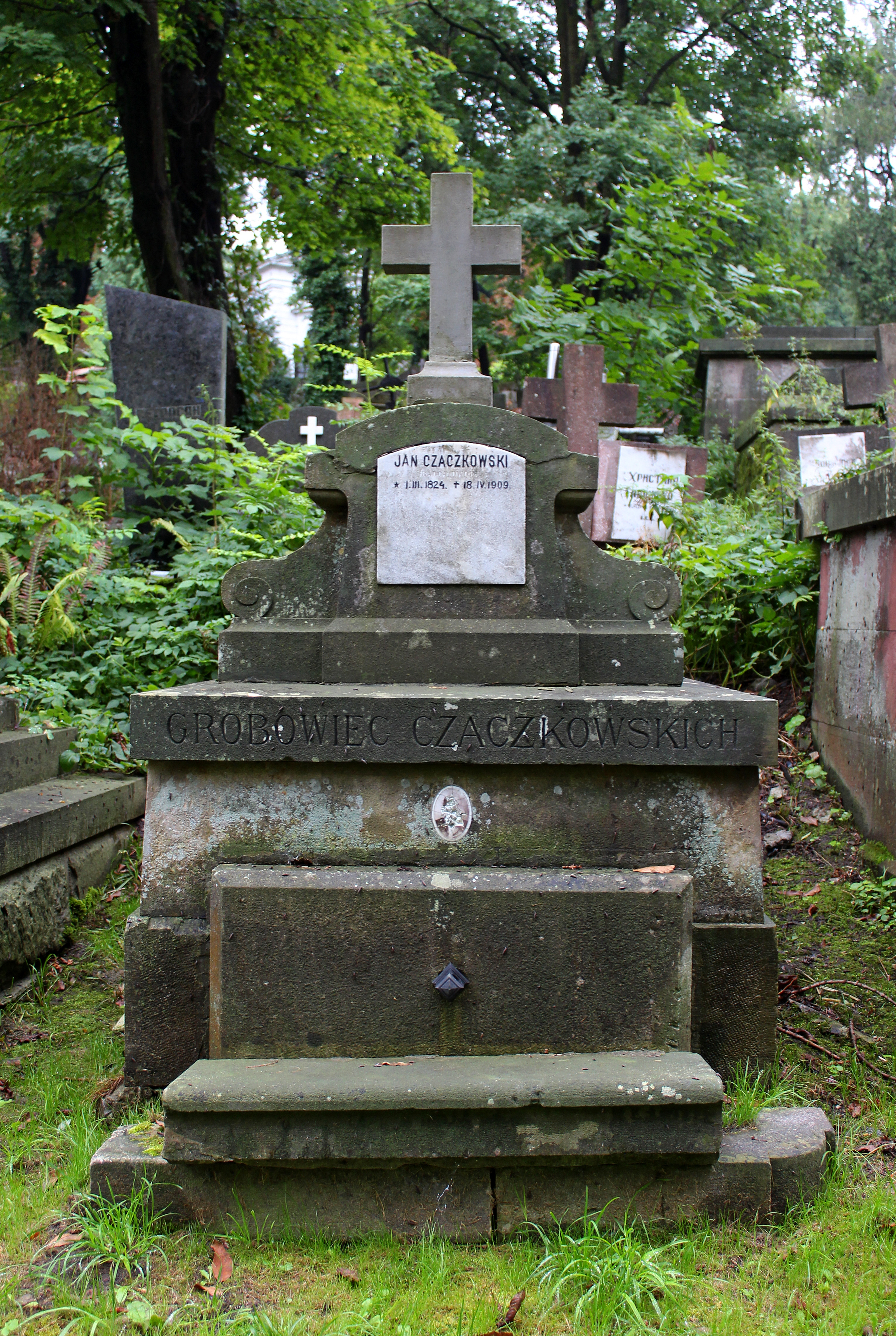

Іва́н Чачко́вський (27 березня 1824, село Кам'янки, нині Підволочиського району Тернопільської области — 18 квітня 1909, Львів) — український галицький правник і громадський діяч.

## Життєпис
Народився 27 березня 1824 року в сім'ї греко-католицького священика Михайла Чачковського († 1877).
Одружився вперше в 1863 р. з Євгенією Краснодембською († 1865), 2 доньки; вдруге — в 1867 р. з Іванною Краснодембською (сестрою Євгенії).
Помер 18 квітня 1909 року у Львові. Похований на полі № 60 Личаківського цвинтаря, у родинному гробівці.

## Кар'єра
Закінчив юридичний факультет Львівського університету.
З квітня 1851 р. адвокат-стажер у магістраті Тернополя; з липня 1851 — працівник магістрату в Перемишлі; 1852 — правник з міського і земельного права в Чернівцях; 1853 р. — тимчасовий засідатель повітового суду в місті Марамарош-Сигіт; 1854 р. — ад'юнкт у кабінеті головуючого судді в Тячеві та Мукачеві, 1858 р. — суддя в місті Міжгір'я; 1864 р. — повітовий староста і 1869 р. — повітовий суддя в Богородчанах; 1875 р. — суддя Самбірського окружного суду; 1883 р. — радник Вищого крайового суду у Львові; з 1898 на пенсії. У 1904 р. отримав титул імперського радника.

## Політична діяльність
Посол Галицького сейму 2-го скликання (1867-1869). Був обраний в окрузі № 29 (Богородчанський повіт), IV курія. Посол до Райхсрату Австро-Угорщини (17.10.1868-31.03.1870), делегований сеймом після смерті Михайла Дзялошинського. Представляв Станіславський округ (сільські громади судових повітів Станислав, Галич, Богородчани, Солотвин, Монастириська, Бучач, Надвірна, Делятин, Тисмениця, Тлумач).